# Nekojiru
 (août 2012).
Chiyomi Hashiguchi (19 janvier 1967 - 10 mai 1998), connue sous le nom de Nekojiru, est une mangaka japonaise.

## Bandes dessinées
- Nekojiru Udon (ねこぢるうどん?)
- Neko Kamisama (ねこ神さま, Cat God?)
- Nekojiru Manjū (ねこぢるまんじゅう?)
- Nekojiru Dango (ねこぢるだんご?)
- Nekojiru Shokudo (ねこぢる食堂, Nekojiru Cafeteria?)
- Nekojiru Senbei (ねこぢるせんべい?)
- Jirujiru Ryokōki (ぢるぢる旅行記, Jirujiru Travel Journal?)
- Jirujiru Nikki (ぢるぢる日記, Jirujiru Diary?)

## Publications françaises
- Nekojiru Manju, Éditions IMHO, 2005
- Nekojiru Udon T. 1 à 3, Éditions IMHO, 2005 - 2006